# تومي كرون
تومي كرون (بالإنجليزية: Tommy Kron)‏ مواليد 28 فبراير 1943 في أوينسبورو - الوفاة 29 نوفمبر 2007، كان لاعب كرة سلة أمريكي. بدأ مسيرته الاحترافية في سنة 1966. تم اختياره من قبل فريق أتلانتا هوكس خلال الدرافت. بلغ طوله 6 قدم 5 بوصة (2.0 م). اعتزل اللعب في 1970. لعب مع أتلانتا هوكس وسياتل سوبرسونيكس.

## روابط خارجية
- تومي كرون على موقع إن بي أي (الإنجليزية)
- تومي كرون على موقع سبورتس رفرنس (الإنجليزية)
- تومي كرون على موقع كلية كرة السلة في سبورتس رفرنس.كوم (الإنجليزية)
- تومي كرون على موقع ريلجم (الإنجليزية)
- تومي كرون على موقع بروبوليرز (الإنجليزية)